# Kållegöl
Kållegöl är en sjö i Vetlanda kommun i Småland och ingår i Mörrumsåns huvudavrinningsområde. Sjöns area är 0,022 kvadratkilometer och den är belägen 275 meter över havet.